# Tmesisternus renii
Tmesisternus renii là một loài bọ cánh cứng trong họ Cerambycidae.